# 16 de abril
El 16 de abril es el 106.º (centésimo sexto) día del año del calendario gregoriano y el 107.º en los años bisiestos. Quedan 259 días para finalizar el año.

## Acontecimientos
- 1457 a. C.: fecha probable de la batalla de Megido, librada a 80 km al norte de Jericó (Jerusalén, a 15 km de Jericó, todavía no existía), entre el faraón Tutmosis III y una gran coalición cananea dirigida por el rey de Kadesh; se trata de la primera batalla que se ha registrado de manera verosímil.
- 73: en Judea (actual Israel), los invasores romanos ingresan en la fortaleza judía de Masada tras varios meses de sitio. Todos los judíos sobrevivientes se suicidan para evitar ser torturados y crucificados. Termina la Gran Revuelta Judía.
- 1503: en la costa de Veraguas (actual Panamá), Cristóbal Colón regresa a España en su cuarto y último viaje, abandonando Santa María de Belén (la segunda aldea española en territorio continental americano, que aún hoy sigue deshabitada).
- 1519: en Barcelona, Carlos I de España es jurado ante las Cortes Catalanas.
- 1531: en el actual México, durante unas obras de ampliación del camino que unía Veracruz y Ciudad de México, dirigidas por Juan de Salmerón, se funda la aldea de Puebla de los Ángeles (actual ciudad de Puebla) como lugar de descanso para los viajeros.
- 1568: en Granada los moriscos se alzan en armas, muy descontentos con las medidas adoptadas por Pedro Deza, presidente de la Chancillería.
- 1582: en el norte de la actual Argentina (en el sur del Virreinato del Perú), el conquistador español Hernando de Lerma funda la villa de Salta.
- 1610: Lope de Vega firma y fecha su obra teatral La Buena Guarda.
- 1746: a 10 km al este de Inverness (Escocia), el ejército británico vence a los jacobitas en la batalla de Culloden.
- 1780: en Münster (Renania del Norte-Westfalia, Alemania) se funda la Universidad de Münster (en alemán, WWU: Westfälische Wilhelms-Universität).
- 1812: en el contexto de la invasión francesa de España (1808-1814), en Hontoria de Valdearados los guerrilleros del cura Merino apresan el batallón 1.º del Regimiento del Vístula.
- 1818: en El Rincón de los Toros (Venezuela), Tomás Renovales (hermano del oficial español Mariano Renovales) intenta asesinar al libertador Simón Bolívar.
- 1838: entre Francia y México comienza la Guerra de los pasteles.
- 1850: en Chile, se funda la ciudad portuaria de Huasco.
- 1853: en la India (invadida por el Imperio británico) se inaugura el primer tren de pasajeros de ese país, entre Bori Bunder (Bombay) y Thane.
- 1858: en Londres (Reino Unido) se inaugura la Wernerian Natural History Society (Sociedad Werneriana de Historia Natural).
- 1881: en la ciudad de Dodge City (estado de Kansas), el pistolero Bat Masterson pelea su último duelo.
- 1894: en la ciudad de Mánchester (Reino Unido) se crea el club de fútbol Manchester City F.C. a partir del club Ardwick AFC.
- 1910: en Colombia, se funda el departamento del Valle del Cauca.
- 1910: en la ciudad de Boston (Estados Unidos) se inaugura el estadio para hockey sobre hielo, el Boston Arena; es el estadio más antiguo todavía en uso.
- 1911: en el estado de Puebla (México), Jesús Morales "El Tuerto" participa en los ataques de Chietla y en la toma de Izúcar de Matamoros, así como en la toma de la fábrica de hilados y tejidos de Metepec.
- 1912: la norteamericana Harriet Quimby se convierte en la primera mujer que cruza en avión el canal de la Mancha.
- 1917: en Rusia Lenin regresa a Petrogrado (ahora llamado San Petersburgo) desde su destierro en Suiza.
- 1919: en India, Mahatma Gandhi anuncia un «día de oración y ayuno» en respuesta a la masacre de Amritsar perpetrada por las tropas coloniales británicas.
- 1922: en la localidad italiana de Rapallo los ministros de relaciones exteriores de Alemania, Walther Rathenau, y de la RSFS de Rusia, Georgi Chicherin, firman un tratado de amistad y cooperación entre ambos países.
- 1938: se estrena en España la película El barbero de Sevilla, dirigida por Benito Perojo.
- 1943: en los laboratorios Sandoz de Basilea (Suiza), el químico suizo Albert Hofmann (1906-2008), mientras estudia los alcaloides producidos por el cornezuelo del centeno, experimenta involuntariamente sus efectos psicotrópicos de la dietilamida de ácido lisérgico (LSD).
- 1944: en Belgrado, las fuerzas aliadas bombardean la ciudad y matan a más de 1100 civiles (hombres, mujeres y niños). Este bombardeo cae en la festividad ortodoxa del domingo de Pascuas.
- 1945: en la ciudad de Berlín (Alemania) comienza la Batalla de Berlín: casi un millón de soldados soviéticos avanzan sobre la ciudad para aniquilar al ejército nazi.
- 1945: un submarino soviético hunde el buque nazi Goya; mueren más de 7000 refugiados alemanes.
- 1947: en la localidad de Texas City (Texas), una explosión a bordo de un buque carguero causa un incendio en la ciudad. Mueren casi 600 personas.
- 1947: Bernard Baruch acuña el término «guerra fría» para describir la relación entre Estados Unidos y la Unión Soviética.
- 1958: en las calles La Rosa y Boyeros, en el actual municipio de Plaza de la Revolución (La Habana) la dictadura de Fulgencio Batista asesina a Aurelio Virella y Jaime Virella (padre e hijo).[1]
- 1961: en La Habana (Cuba), durante el entierro a las víctimas de los bombardeos a aeropuertos cubanos por aviones mercenarios estadounidenses, Fidel Castro devela al mundo el carácter socialista de la Revolución cubana (en enero de 1959). En los siguientes días, el presidente J. F. Kennedy intentará una invasión estadounidense relámpago a la isla.
- 1962: en Escambray (Cuba) cae en combate el criminal de guerra Osvaldo Ramírez García (mercenario cubano de la CIA estadounidense, y jefe de los asesinos del maestro Conrado Benítez).[2]
- 1963: en la cárcel de Birmingham (estado de Alabama), el Dr. Martin Luther King Jr. escribe su carta desde la cárcel de Birmingham, encarcelado por protestar contra el apartheid (segregación racial) que asolará su país hasta 1967.
- 1972: en el cabo Cañaveral (estado de Florida) ―en el marco del programa Apolo, despega el Apolo 16 con tres tripulantes hacia la Luna.
- 1984: en Buenos Aires se funda la CHA (Comunidad Homosexual Argentina), la primera ONG (organización no gubernamental) de minorías sexuales de ese país.
- 1989: en Uruguay se realiza un plebiscito que buscaba dejar sin efecto la Ley de Caducidad; la ciudadanía cofirma su vigencia.
- 1990: en Estados Unidos, el médico Jack Kevorkian (el Doctor Muerte), participa en su primer suicidio asistido.
- 1992: en la ciudad de Maputo (Mozambique) se hunde el buque petrolero Katina P, volcando 60 000 toneladas de petróleo en el océano.
- 1995: en Pakistán es asesinado a balazos el niño Iqbal Masih (12), símbolo de la lucha contra la esclavitud infantil.
- 1995: en Estados Unidos, George W. Bush (gobernador de Texas y más tarde presidente de Estados Unidos), nombra este día como «Día de Selena».[3]
- 2001: India y Bangladés comienzan un conflicto de cinco días en su frontera.
- 2001: en Panamá, el Gobierno notifica oficialmente a la embajada de Cuba en ese país que no extraditará a los terroristas detenidos en Panamá.
- 2003: en Filadelfia (Estados Unidos), Michael Jordan se retira del baloncesto.
- 2004: en España, José Luis Rodríguez Zapatero es investido presidente.
- 2007: en Blacksburg (Estados Unidos), un joven mata a 32 personas en el campus de la Universidad Técnica de Virginia. Es la mayor matanza en una universidad.
- 2007: lanzamiento del álbum "Dianas legales" del grupo de punk español Gatillazo
- 2013: en las provincias de Sistán y Baluchistán (Irán) sucede un terremoto con una magnitud de 7,8 grados; deja un saldo de 35 muertos y 117 heridos.
- 2014: cerca de la Isla Jindo sucede el Naufragio del Sewol, en la cual mueren 304 personas (pasajeros y tripulantes). Se desata una ola de críticas contra el Gobierno y los medios de comunicación surcoreanos.[4]
- 2015: en Guatemala, la CICIG (Comisión Internacional contra la Impunidad en Guatemala) descubre una red de contrabando de alto nivel dirigida por el secretario privado de la vicepresidenta.
- 2016: en Ecuador, a las 18:58 sucede un terremoto de 7,8 en la escala Magnitud Momento, con epicentro en Esmeraldas. Deja 670 muertos.
- 2022: la Selección Argentina derrota a sus pares de Estados Unidos ganando el primer Campeonato Mundial de Polo Femenino realizado.

## Nacimientos
- 549 a. C.: Majavira, fundador de la religión yainista (f. 477 a. C.).[5]
- 778: Ludovico Pío, emperador carolingio y rey de los francos (f. 840).
- 1162 (posiblemente): Gengis Kan, príncipe mongol (f. 1227).[6]
- 1319: Juan II, rey francés (f. 1364).
- 1495: Petrus Apianus, matemático y astrónomo alemán (f. 1557).
- 1497: Mōri Motonari, militar japonés (f. 1571).
- 1612: Abraham Calovius, teólogo luterano alemán (f. 1686).
- 1646: Jules Hardouin Mansart, arquitecto francés (f. 1708).
- 1660: Hans Sloane, médico, académico y coleccionista irlandés (f. 1753).
- 1671: John Law, economista escocés (f. 1729).
- 1682: John Hadley, matemático y astrónomo británico, inventor del octante (f. 1744).
- 1728: Joseph Black, médico y químico francobritánico (f. 1799).
- 1755: Marie-Louise-Élisabeth Vigée-Lebrun, pintora francesa (f. 1842).
- 1758: Francisco Espejo, presidente venezolano (f. 1814).
- 1786: John Franklin, almirante y político británico (f. 1847).
- 1800: George Charles Bingham, militar británico (f. 1888).
- 1821: Ford Madox Brown, pintor británico (f. 1893).
- 1823: Ferdinand Eisenstein, matemático y académico judío alemán (f. 1852).
- 1838: Ernest Solvay, químico belga (f. 1922).

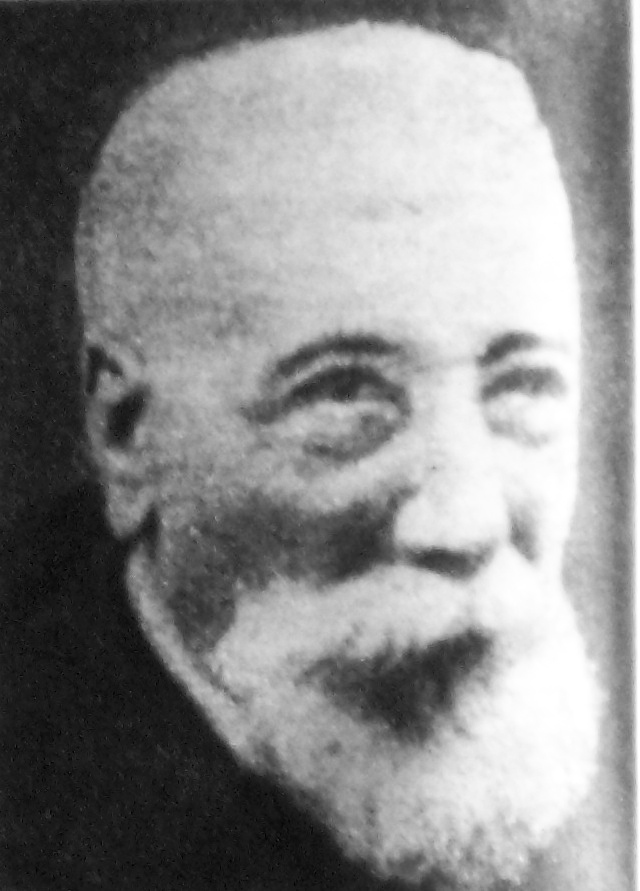
Anatole France

- 1844: Anatole France, escritor, periodista, novelista y poeta francés, premio nobel de literatura en 1921 (f. 1924).
- 1855: Antonio Susillo, escultor español (f. 1896).
- 1865: Wilhelm Nestle, filólogo clásico alemán (f. 1959).
- 1866: José de Diego, escritor, periodista y político puertorriqueño (f. 1918).
- 1867: Wilbur Wright pionero estadounidense de la aeronáutica (f. 1912).
- 1870: Toribio Ortega Ramírez, militar mexicano (f. 1914).
- 1871: John Millington Synge, dramaturgo irlandés (f. 1909).
- 1885: Leó Weiner, compositor y profesor judío húngaro (f. 1960).
- 1886: Edward James Salisbury, botánico británico (f. 1978).
- 1886: Ernst Thälmann, político alemán (f. 1944).
- 1888: Abraham Valdelomar, escritor peruano (f. 1919).

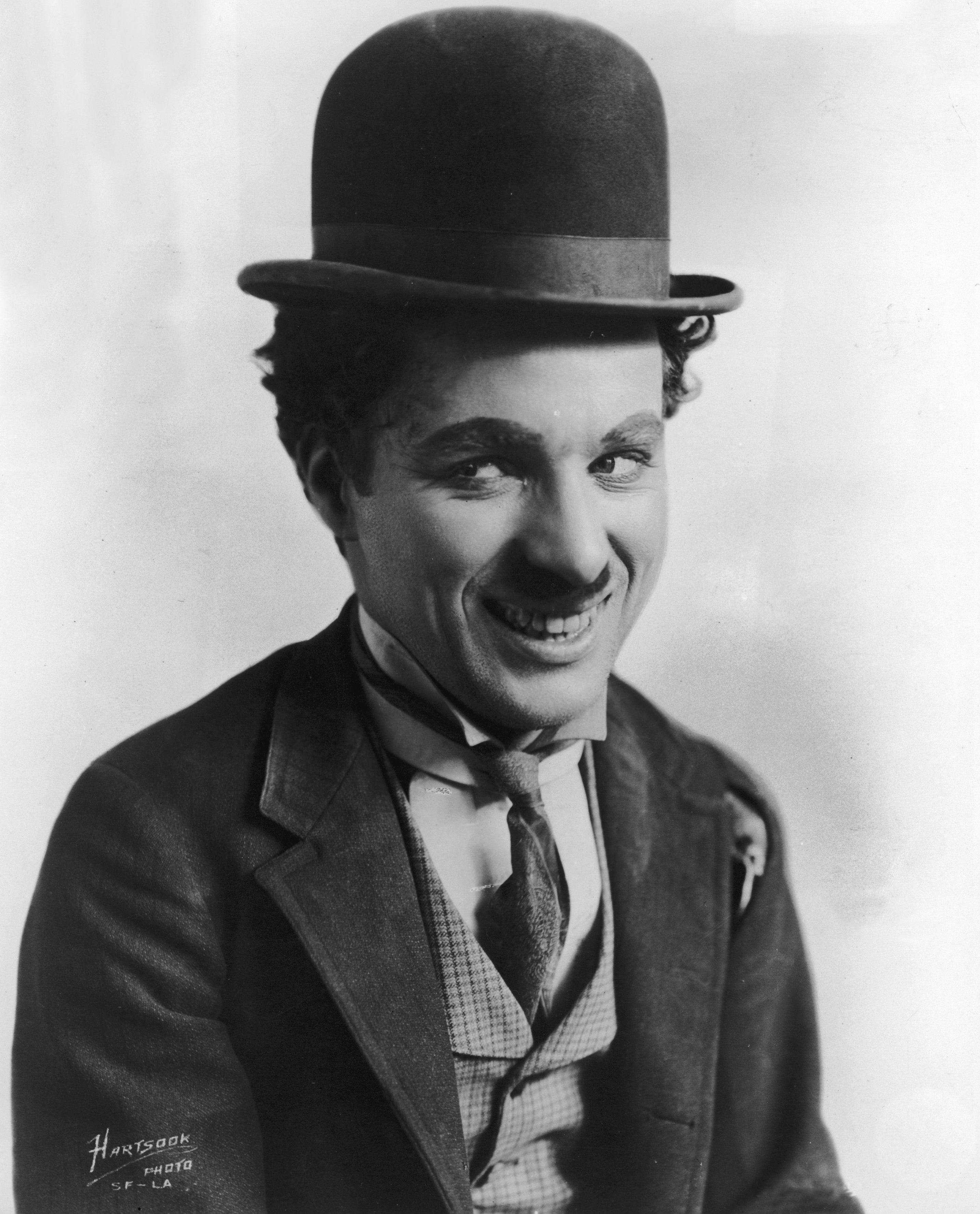
Charles Chaplin

- 1889: Charles Chaplin, actor, cineasta, productor, guionista y compositor británico (f. 1977).
- 1893: Federico Mompou, compositor español (f. 1987).
- 1895: Ove Arup, ingeniero y empresario británico-danés (f. 1988).
- 1895: Vsévolod Yákovlev, militar soviético (f. 1974).
- 1896: Tristán Tzara, ensayista, poeta y crítico rumano (f. 1963).
- 1900: Toribio Romo, sacerdote mexicano, canonizado por la Iglesia católica (f. 1928).
- 1903: Paul Waner, estadounidense beisbolista y mánager (f. 1965).
- 1904: Fifi D'Orsay,, actriz de vaudeville y cantante canadiense-estadounidense (f. 1983).
- 1907: Joseph-Armand Bombardier, inventor y empresario canadiense (f. 1964).
- 1907: August Eigruber, político austriaco-alemán (f. 1947).
- 1907: Antonio Ortiz Mena, abogado y economista mexicano (f. 2007).
- 1908: Ray Ventura, músico francés de jazz (f. 1979).
- 1911: Guy Burgess, espía británico-ruso (f. 1963).
- 1914: John Hodiak, actor estadounidense (f. 1955).
- 1914: Aída Poblete, pintora chilena (f. 2000).
- 1917: Barry Nelson, actor estadounidense (f. 2007).
- 1918: Spike Milligan, actor, cantante, guionista y escritor irlandés (f. 2002).
- 1918: Dick Gibson, piloto británico de automovilismo (f. 2010).
- 1919: Merce Cunningham, bailarín y coreógrafo estadounidense (f. 2009).
- 1919: Nilla Pizzi, cantante italiana (f. 2011).
- 1919: Pedro Ramírez Vázquez, arquitecto mexicano (f. 2013).

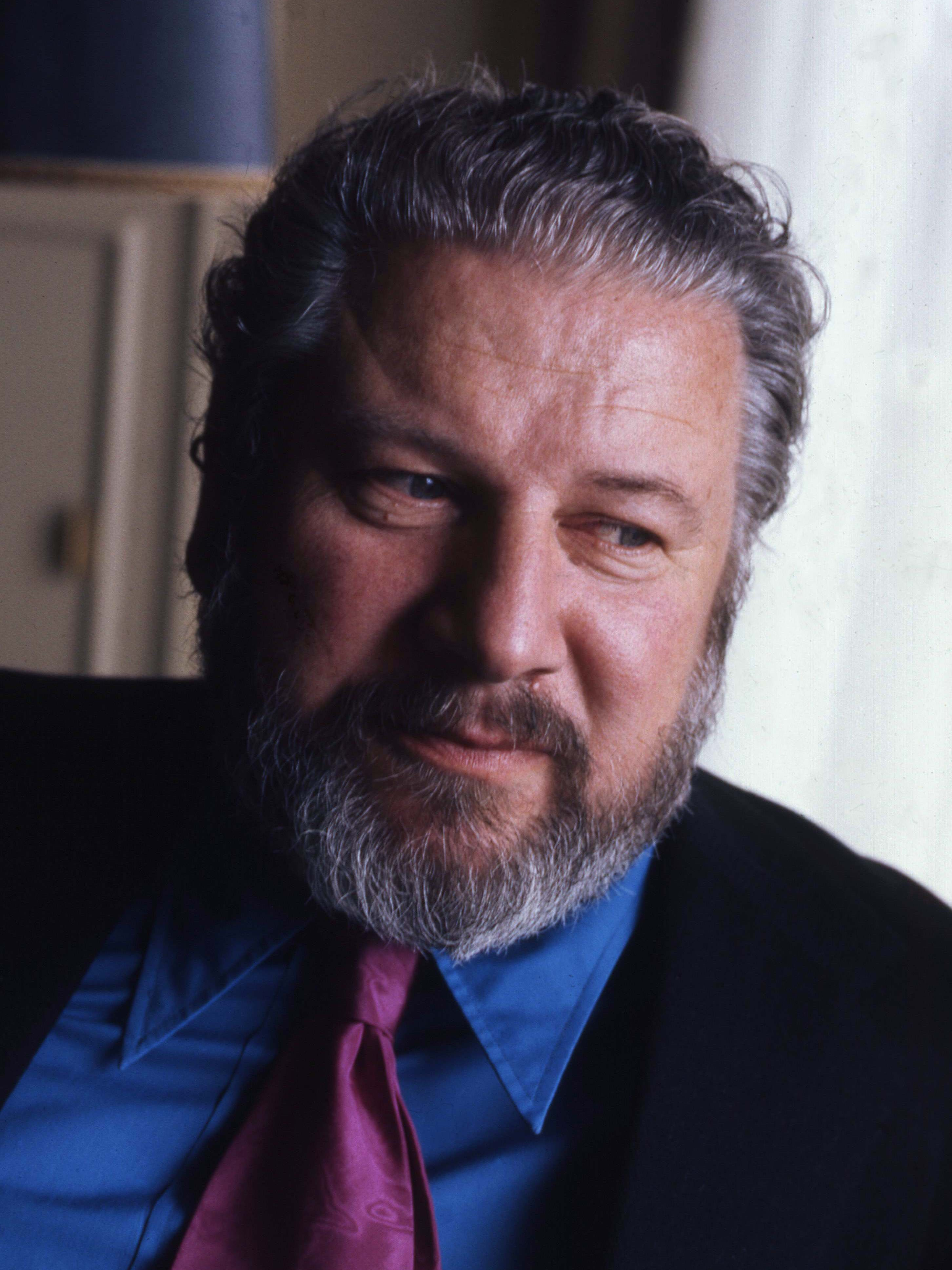
Peter Ustinov

- 1921: Peter Ustinov, actor, director, productor y guionista británico (f. 2004).
- 1922: Kingsley Amis, novelista, crítico y poeta británico (f. 1995).
- 1922: Leo Tindemans, político belga, ex primer ministro (f. 2014).
- 1923: Stewart Adams, químico y farmacólogo británico (f. 2019).
- 1923: Ángel Sierra Basto, poeta colombiano (f. 1992).
- 1924: Henry Mancini, director de orquesta, compositor de música para cine y músico estadounidense (f. 1994).
- 1927: Edie Adams, estadounidense actriz y cantante (f. 2008).

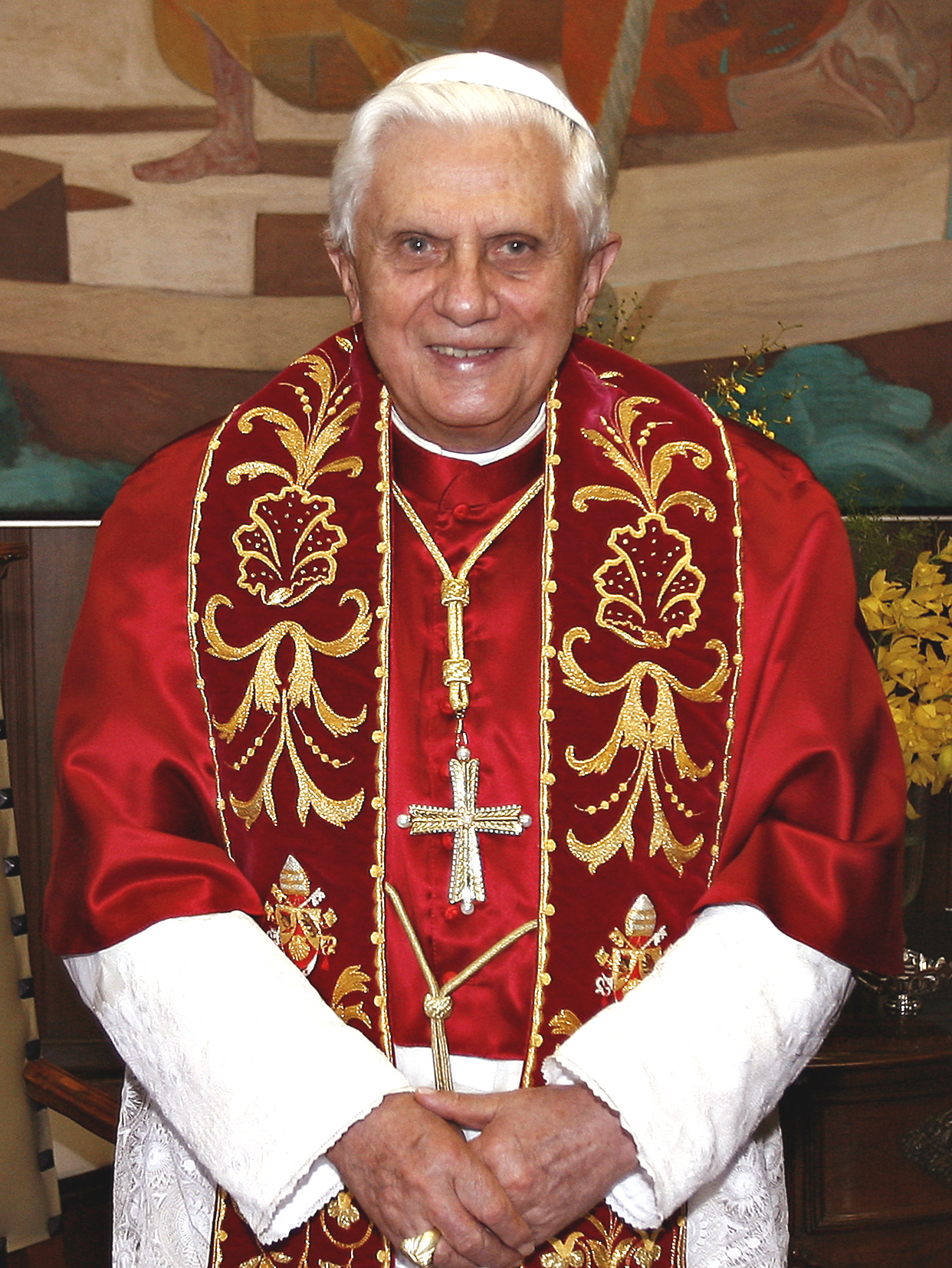
Benedicto XVI

- 1927: Benedicto XVI, presbítero, escritor, pianista y filósofo alemán, papa de la Iglesia católica entre 2005 y 2013 (f. 2022).
- 1927: Nicolás Redondo, sindicalista español (f. 2023).
- 1928: Leopoldo "Polo" Ortín, actor mexicano (f. 2016).
- 1929: Roy Hamilton, cantante estadounidense (f. 1969).
- 1930: Herbie Mann, flautista y compositor estadounidense de jazz (f. 2003).
- 1933: Marcos Alonso Imaz, futbolista español (f. 2012).
- 1933: Vera Krepkina, atleta de salto largo ruso-judío.
- 1934: Robert Stigwood, productor y mánager australiano (f. 2016).
- 1934: Vicar, historietista chileno (f. 2012).
- 1935: Dominique Venner, periodista e historiador francés (f. 2013).
- 1935: Bobby Vinton, cantante estadounidense.
- 1939: Dusty Springfield, cantante y productora británica (f. 1999).
- 1940: Javier Adúriz, poeta argentino (f. 2011).
- 1940: Federico Prieto Celi, periodista, ensayista y politólogo peruano.
- 1940: Margarita II, reina danesa.
- 1940: Joan Snyder, pintora estadounidense.
- 1941: Rosángela Balbó, actriz mexicana (f. 2011).
- 1942: Frank Williams, empresario automovilístico británico (f. 2021).
- 1943: Lonesome Dave Peverett, cantautor y guitarrista británico de rock (f. 2000).
- 1943: Morris Stevenson, futbolista británico (f. 2014).
- 1943: Petro Tyschtschenko, empresario austriaco-alemán.
- 1943: Jacques Sauvageot, anarquista francés (f. 2017).
- 1946: Margot Adler, periodista y escritora estadounidense (f. 2014).
- 1946: R. Carlos Nakai, flautista estadounidense.
- 1947: Kareem Abdul-Jabbar, baloncestista y entrenador estadounidense.
- 1947: José Luis Moreno, artista, empresario teatral y de televisión español.
- 1947: Gerry Rafferty, cantautor y músico británico (f. 2011).
- 1947: Lee Kerslake, baterista británico (f. 2020).
- 1948: Leonor Manso, actriz argentina.
- 1950: David Graf, actor estadounidense (f. 2001).
- 1952: Bill Belichick, jugador y entrenador estadounidense de fútbol americano.
- 1952: Billy West, actor de voz, cantautor y comediante estadounidense.
- 1953: Peter Garrett, cantautor y político australiano.
- 1953: Errol Emmanuelson, futbolista surinamés.
- 1954: Ellen Barkin, actriz estadounidense.
- 1955: Enrique de Luxemburgo, aristócrata luxemburgués.
- 1955: Emmanuel, cantante mexicano.
- 1956: David M. Brown, capitán, piloto y astronauta estadounidense (f. 2003).
- 1956: Gabriel Senanes, compositor, director, periodista y médico argentino.
- 1956: Lise-Marie Morerod, esquiador suizo.
- 1956: Iñaki Gil, anarcosindicalista español.
- 1957: Patricia De Martelaere, filósofa, escritor y académica neerlandesa (f. 2009).
- 1957 : Reinaldo Rueda, entrenador de fútbol colombiano
- 1958: Javier Sardá, presentador español de televisión.
- 1958: Ulf Wakenius, guitarrista sueco.
- 1959: Emilio Aragón (Milikito), expayaso, productor, compositor, empresario audiovisual español, hijo del payaso Miliki.
- 1960: Wahab Akbar, político filipino (f. 2007).
- 1960: Rafa Benítez, futbolista y entrenador español de fútbol.
- 1960: Pierre Littbarski, futbolista alemán.
- 1960: Michel Gill, actor estadounidense.
- 1962: Ian MacKaye, cantautor, guitarrista y productor estadounidense, de las bandas Fugazi y Minor Threat.
- 1962: Antony Blinken, político estadounidense.
- 1963: Jimmy Osmond, estadounidense cantante, de la banda The Osmonds.
- 1964: Daniela Cardone, modelo y conductora de televisión argentina.
- 1964: Esbjörn Svensson, pianista sueco (f. 2008).
- 1964: José Cubero Yiyo, torero español (f. 1985).
- 1965: Jon Cryer, actor, director, productor y guionista estadounidense.
- 1965: Martin Lawrence, actor, director, productor y guionista estadounidense.
- 1965: Gerardo Mejía, cantante y rapero ecuatoriano.
- 1968: Martin Dahlin, futbolista sueco.

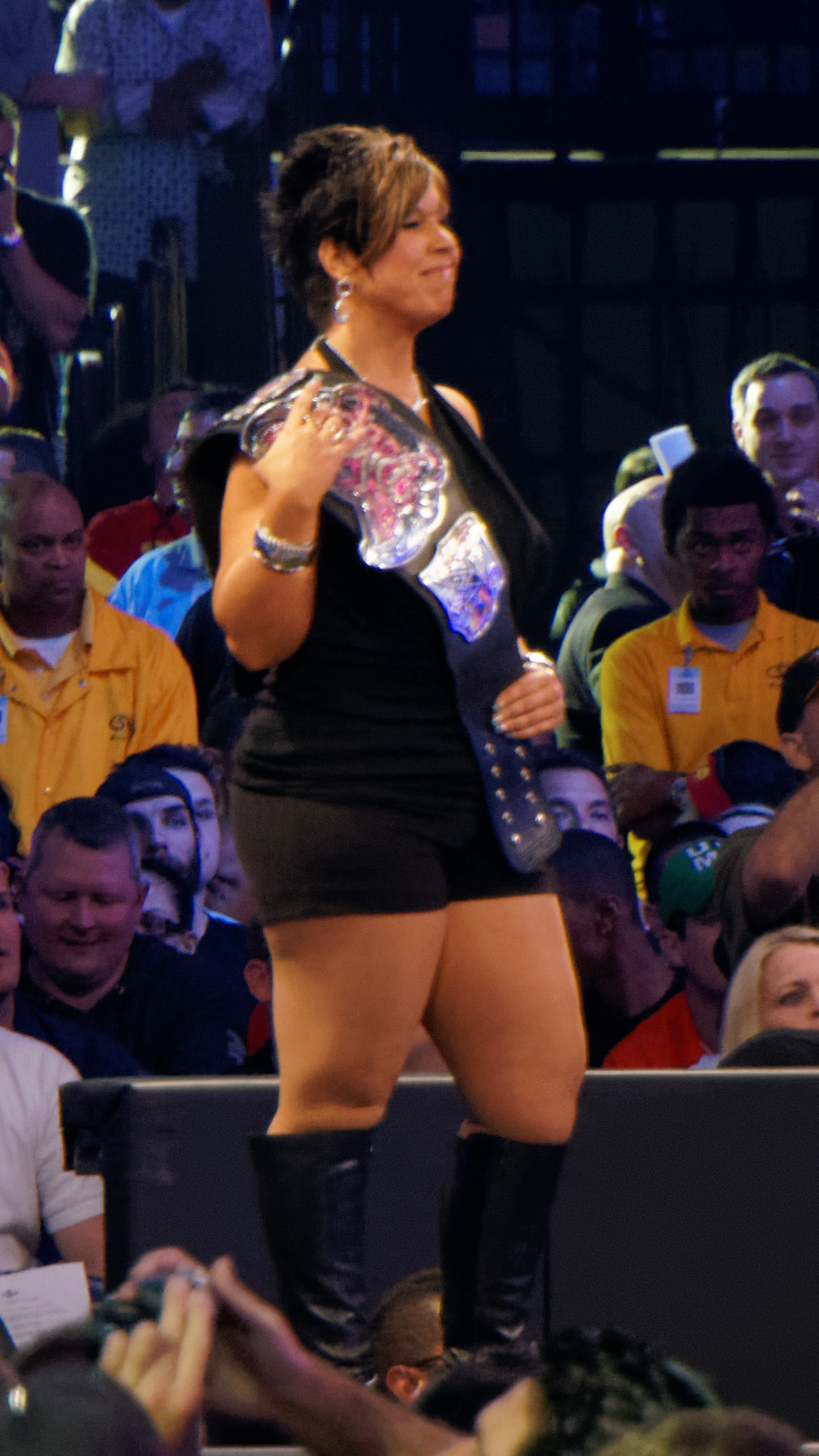
Vickie Guerrero

- 1968: Vickie Guerrero, mánager de lucha libre estadounidense.
- 1969: Germán Burgos, futbolista retirado y actual entrenador argentino.
- 1969: Patrik Järbyn, esquiador sueco.
- 1970: Dero Goi, cantante, compositor y baterista alemán, de la banda Oomph!
- 1970: Walt Williams, baloncestista estadounidense.
- 1971: Selena, cantante mexicano-estadounidense (f. 1995).
- 1971: Natasha Zvereva, tenista bielorrusa.
- 1971: Moses Chan, actor, modelo y cantante hongkonés.
- 1972: Conchita Martínez, tenista española.
- 1972: Tracy K. Smith, poeta y educador estadounidense.

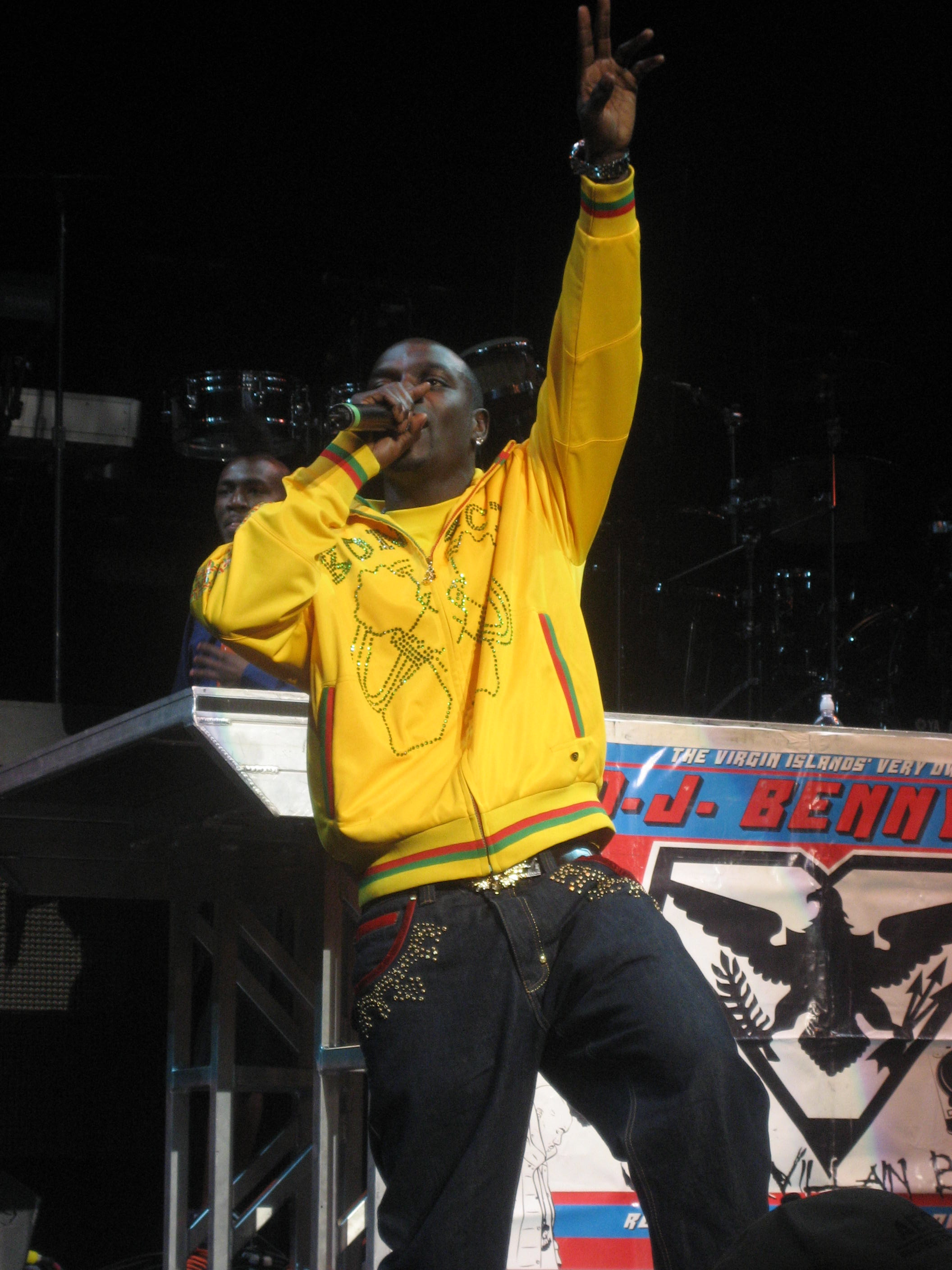
Akon

- 1973: Akon, cantante, compositor y rapero senegalés.
- 1973: Teddy Cobeña, escultor ecuatoriano-español.
- 1974: Fabián Robles, actor mexicano.
- 1975: Diego Alonso, futbolista uruguayo.
- 1975: Keon Clark, baloncestista estadounidense.
- 1976: Lukas Haas, actor y músico estadounidense.
- 1977: Fredrik Ljungberg, futbolista sueco.
- 1978: Matthew Lloyd, futbolista y entrenador australiano.
- 1978: Igor Tudor, futbolista y entrenador croata.
- 1979: Christijan Albers, piloto de automovilismo neerlandés.
- 1979: Juan Krupoviesa, futbolista argentino.
- 1979: Sixto Peralta, futbolista argentino.

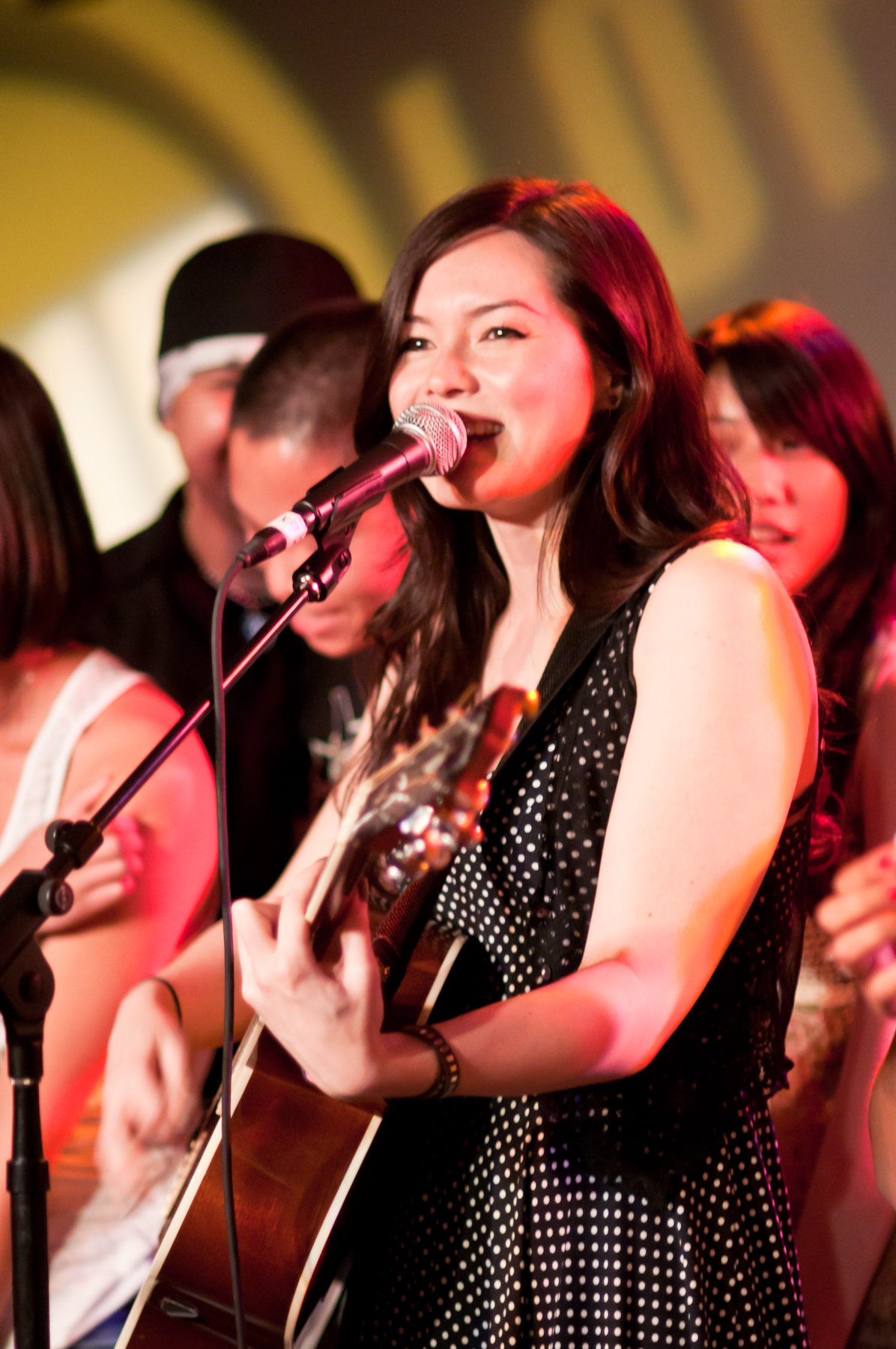
Marié Digby

- 1980: Paul London, luchador profesional estadounidense.
- 1980: Matteo Contini, futbolista italiano.
- 1981: Olivier Sorin, futbolista francés.
- 1982: Gina Carano, artista marcial y actriz estadounidense.
- 1982: Boris Diaw, baloncestista francés.
- 1982: Raúl Sencillez, músico argentino.
- 1983: Marié Digby, cantautora, guitarrista y actriz estadounidense.
- 1983: Cat Osterman, jugador estadounidense de softball.
- 1983: Andrés Suárez, cantautor español.

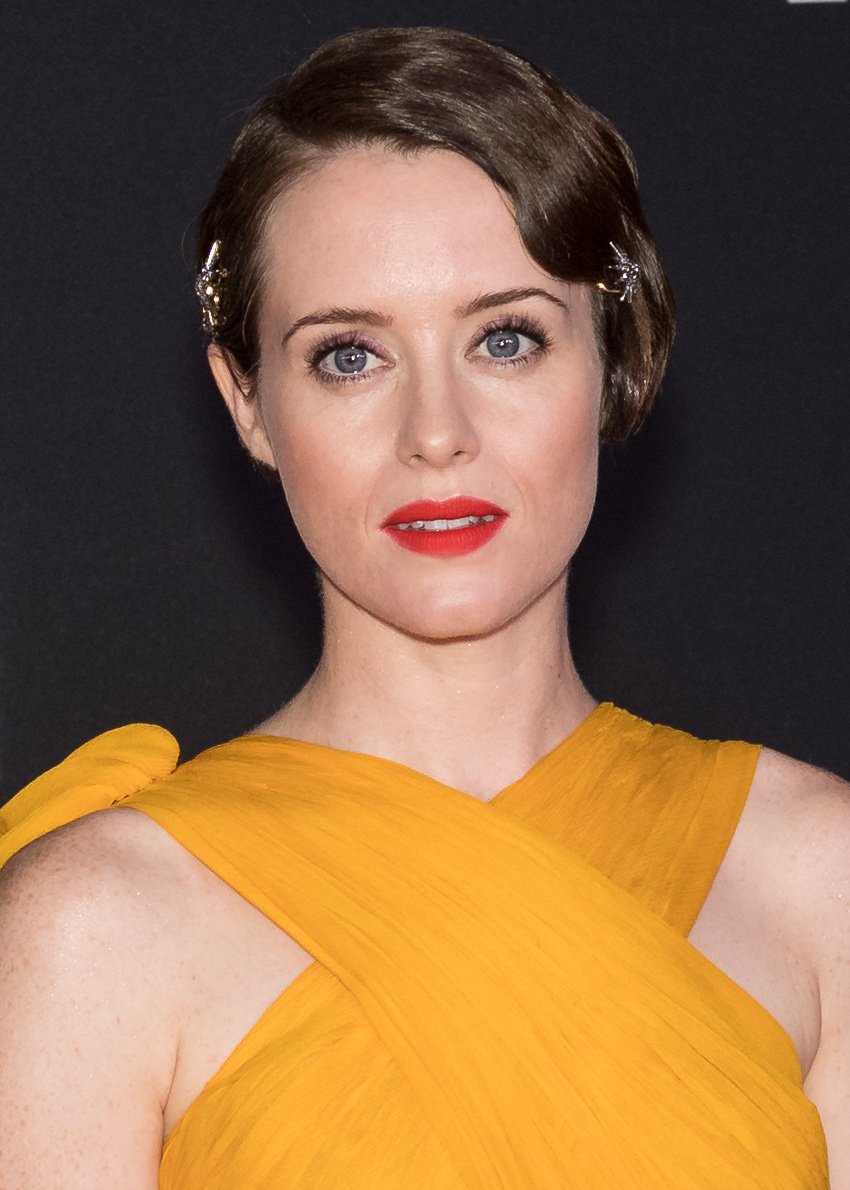
Claire Foy

- 1984: Claire Foy, actriz británica.
- 1984: Guadalupe Álvarez Luchia, cantante y compositora argentina.
- 1984: Paweł Kieszek, futbolista polaco.
- 1984: Cristian Wernly, futbolista argentino.
- 1985: Luol Deng, baloncestista británico de origen sudanés.
- 1985: Andreas Granqvist, futbolista sueco.
- 1985: Benjamín Rojas, actor y cantante argentino.
- 1985: Chantal Achterberg, remera neerlandesa.
- 1985: Taye Taiwo, futbolista nigeriano.
- 1986: Shinji Okazaki, futbolista japonés
- 1986: Paul di Resta, piloto británico de automovilismo.
- 1986: Epke Zonderland, gimnasta neerlandés.
- 1987: Cenk Akyol, baloncestista turco.
- 1987: Martin Fenin, futbolista checo.
- 1987: Aaron Lennon, futbolista británico.
- 1988: Jullie, cantautora y actriz brasileña.
- 1989: Dani Parejo, futbolista español.
- 1989: Jonathan Sundy Zongo, futbolista burkinés.
- 1990: Vangelis Mantzaris, baloncestista griego.
- 1990: Dmytro Khomchenovski, futbolista ucraniano.
- 1991: Nolan Arenado, beisbolista estadounidense.
- 1993: Chance the Rapper, rapero estadounidense.
- 1994: Birger Verstraete, futbolista belga.
- 1994: Liliana Mumy, actriz estadounidense.

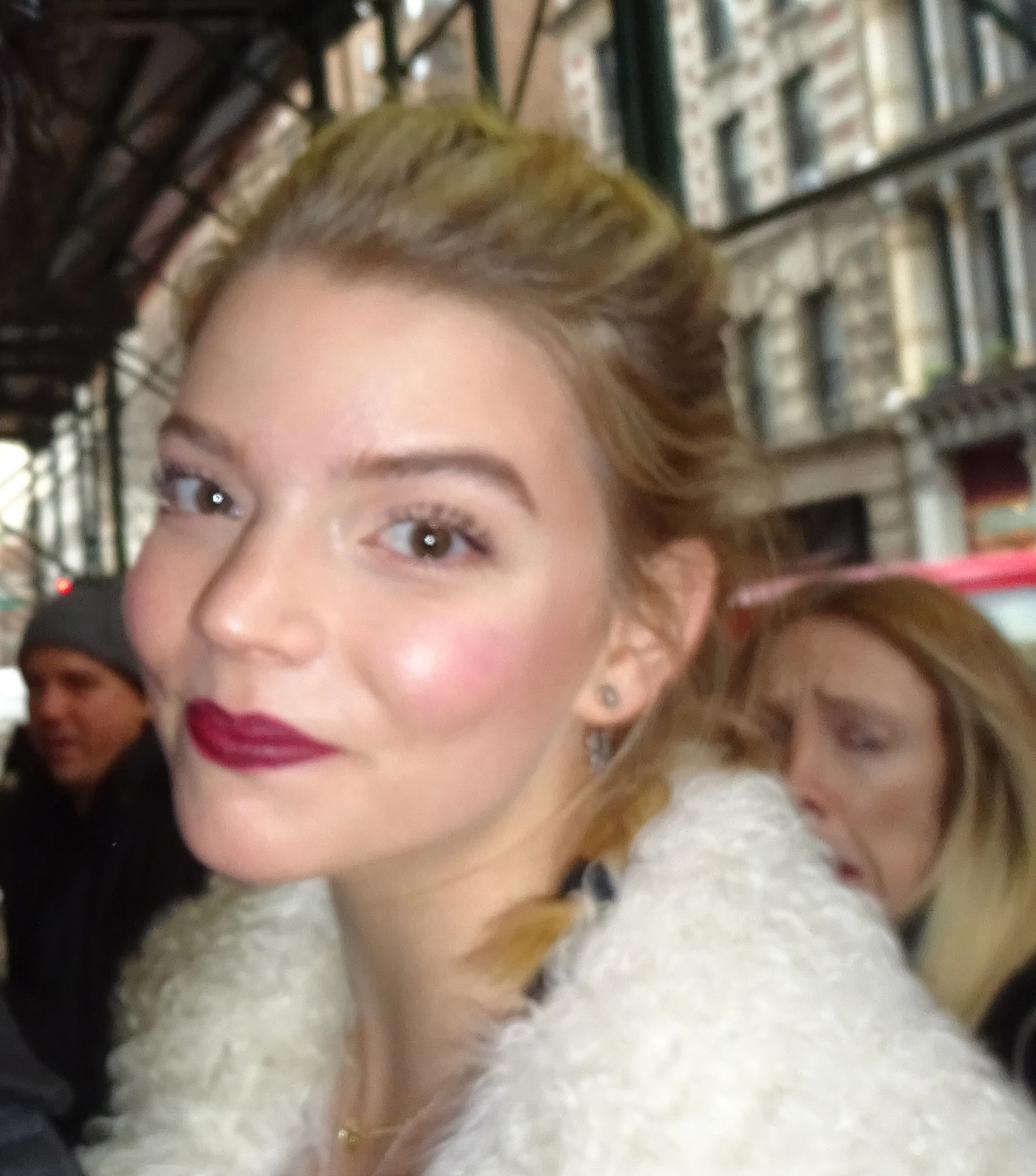
Anya Taylor-Joy

- 1996: Anya Taylor-Joy, actriz y modelo estadounidense de origen argentino-británico.
- 1996: Brekkott Chapman, baloncestista estadounidense.
- 1996: Kadyrbech Daurov, taekwondista ruso.
- 1997: Arttu Hoskonen, futbolista finlandés.
- 1997: Silvio Alejandro Martínez, futbolista argentino.
- 1998: Bernat Vanaclocha, baloncestista español.
- 1998: Lola Anderson, remera británica.
- 1998: Cody Gesuelli, gimnasta de trampolín estadounidense.
- 1999: Wendell Carter, baloncestista estadounidense.
- 1999: Alejandro Viedma Vega, futbolista español.
- 1999: Julia Madubuike, atleta estadounidense.
- 1999: Alisha Rees, atleta británica.
- 1999: Carla Campra, actriz y modelo española.
- 1999: Carlos Gilbert, futbolista español.
- 1999: Hannes Wolf, futbolista austriaco.
- 1999: Estivel Moreira, futbolista paraguayo.
- 1999: Ariel Lucero, futbolista argentino.
- 1999: Stanislav Ivanov, futbolista búlgaro.
- 2000: Antoñín, futbolista español.
- 2000: Garissone Innocent, futbolista franco-haitiano.
- 2000: Iván Franco, futbolista paraguayo.
- 2000: Bruna Carvalho, actriz brasileña.
- 2002: Sadie Sink, actriz estadounidense.
- 2002: Dayana Kirillova, cantante rusa.
- 2002: Filip Jörgensen, futbolista sueco.
- 2003: Renato Cordero, futbolista chileno.
- 2003: Gustav Knudsen, baloncestista danés.
- 2003: Elias Havel, futbolista austriaco.
- 2004: Ilias Akhomach, futbolista español.
- 2004: Cameron Johnson Cruz, futbolista estaunidense-costarricense.
- 2006: Yang Min-hyuk, futbolista surcoreano.
- 2008: Leonor de Bélgica, princesa de Bélgica.

## Fallecimientos
- 69: Otón, emperador romano (n. 32).
- 665: Fructuoso de Braga, obispo godo, canonizado por la Iglesia católica (n. ¿?).
- 1566: Juan Correa de Vivar, pintor español (n. 1510).
- 1640: Carlota Flandrina, aristócrata («condesa de Nassau») y abadesa francesa (n. 1579), hija del rey Guillermo de Orange con su cuarta esposa, Carlota de Borbón-Montpensier.[7]
- 1645: Tobias Hume, militar, violista y compositor británico (n. 1569).
- 1687: George Villiers, aristócrata y político británico (n. 1628).
- 1689: Aphra Behn, escritora, dramaturga y espía británica (n. 1640).

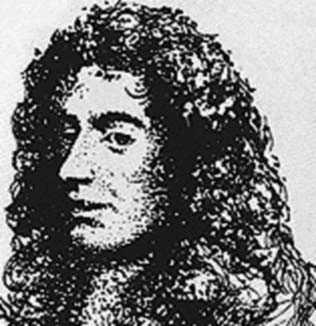
Jacques Cassiní

- 1756: Jacques Cassini, astrónomo francés (n. 1677).
- 1783: Christian Mayer, astrónomo y educador checo (n. 1719).
- 1788: Georges-Louis Leclerc de Buffon, matemático, cosmólogo y escritor francés (n. 1707).
- 1828: Francisco Goya, pintor e ilustrador español (n. 1746).
- 1846: Domenico Dragonetti, contrabajista y compositor italiano (n. 1763).
- 1850: Marie Tussaud, escultora franco-británica, fundó el Museo de Cera de Madame Tussauds (n. 1761).
- 1859: Alexis de Tocqueville, político, historiador y filósofo francés, ministro de Asuntos Exteriores (n. 1805).
- 1879: Peter Kozler, cartógrafo, activista e industrial esloveno (n. 1824).
- 1879: Bernadette Soubirous, monja francesa, canonizada por la Iglesia católica (n. 1844).
- 1892: Joaquín Jovellar, militar y político español (n. 1819).
- 1898: Joaquín Crespo, militar y político venezolano (n. 1841).
- 1901: Henry Augustus Rowland, físico estadounidense (n. 1848).
- 1904: Samuel Smiles, escritor británico (n. 1812).
- 1930: José Carlos Mariátegui, escritor y político peruano (n. 1894).
- 1943: Carlos Arniches, comediógrafo español (n. 1866).
- 1947: Rudolf Höß, militar nazi alemán, líder de las SS y comandante de Auschwitz (n. 1900).
- 1950: Eduard Oja, compositor estonio (n. 1905).
- 1954: Iván Máslennikov, militar soviético (n. 1900).
- 1958: Rosalind Franklin, bióloga molecular británica (n. 1920).
- 1968: Fay Bainter, actriz estadounidense (n. 1893).
- 1970: Richard Neutra, arquitecto austriaco-estadounidense (n. 1892).
- 1972: Yasunari Kawabata, novelista japonés, premio nobel de literatura en 1968 (n. 1899).
- 1973: Nino Bravo, cantante español (n. 1944).

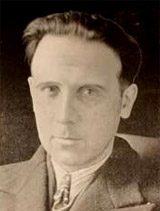
Gaston Leval

- 1978: Gaston Leval, anarcosindicalista e historiador francés (n. 1895).
- 1980: Alf Sjöberg, director de teatro y cineasta sueco (n. 1903).
- 1984: Charles G. Finney, escritor estadounidense (n. 1905).
- 1988: Yuri Yegórov, pianista soviético (n. 1954).
- 1989: Kaoru Ishikawa, químico japonés, experto en el control de calidad (n. 1915).
- 1991: David Lean, cineasta británico (n. 1908).
- 1994: Ralph Ellison, escritor estadounidense (n. 1914).
- 1995: Élida Gay Palmer, actriz argentina (n. 1934).
- 1995: Iqbal Masih, exesclavo y activista pakistaní (n. 1982).
- 1996: Irasema Dilián, actriz brasileña (n. 1924).
- 1996: Tomás Titón Gutiérrez Alea, cineasta cubano (n. 1928).
- 1997: Esmeralda Arboleda, abogada y política colombiana (n. 1921).
- 1997: Emilio Azcárraga Milmo, empresario mexicano (n. 1930).
- 1997: Roland Topor, escritor y dibujante francés (n. 1938).
- 1998: Alberto Calderón, matemático argentino (n. 1920).
- 2002: Ramiro de León Carpio, político, abogado, jurista y notario guatemalteco, presidente de Guatemala entre 1993 y 1996 (n. 1942).
- 2002: Robert Urich, actor estadounidense (n. 1946).
- 2004: Carlos Castaño Gil, líder de las AUC y ACCU, paramilitar colombiano (n. 1965).
- 2007: Liviu Librescu, científico israelí-estadounidense (n. 1930).
- 2007: Seung-hui Cho, estudiante y asesino surcoreano, perpetrador de la masacre del instituto Virginia Tech (n. 1984).
- 2012: Marcelo Alfaro, actor y director teatral argentino (n. 1953).
- 2012: Graham Simpson, multiinstrumentista británico, fundador de la banda de Roxy Music (n. 1943).
- 2013: Ali Kafi, político argelino (n. 1928).
- 2013: Pedro Ramírez Vázquez, arquitecto mexicano (n. 1919).
- 2016: Peter Rock, cantante chileno de «la nueva ola» (n. 1945).
- 2016: Louis Pilot, futbolista luxemburgués (n. 1940).
- 2016: Clare Crockett, monja irlandesa, «sierva» del Hogar de la Madre (n. 1982)
- 2018: Dona Ivone Lara, cantante y compositora brasileña (n. 1921).
- 2019: Fay McKenzie, actriz estadounidense (n. 1918).
- 2020: Christophe (Daniel Bevilacqua), músico y cantante francés (n. 1945).
- 2020: Gene Deitch, ilustrador, animador y director de cine estadounidense (n. 1924).
- 2020: Luis Sepúlveda, escritor y cineasta chileno (n. 1949).
- 2021: Helen McCrory, actriz británica (n. 1968).
- 2021: Felix Silla, actor de cine y televisión estadounidense nacido en Italia (n. 1937).
- 2022: Rosario Ibarra de Piedra, activista y política mexicana (n. 1927).
- 2022: Gloria Sevilla, actriz filipina (n. 1932).
- 2022: Joachim Streich, futbolista alemán (n. 1951).
- 2023: Ahmad Jamal, pianista estadounidense de jazz (n. 1930).

## Celebraciones
- Día Mundial contra la Esclavitud Infantil.
Tiene se origen en el año 1996 luego del asesinato de Iqbal Masih de apenas doce años, en Pakistán. Desde su primera infancia fue explotado en fábricas de alfombras y a sus diez años se unió a un grupo de activistas contra la explotación infantil. Su lucha sirvió para que otros niños dejen de ser explotados. Y para que muchas de esas fábricas sean cerradas.
- Día Mundial de la Voz.[8]
Se rememora desde el año 1999 por una propuesta realizada por la Federación Internacional de Sociedades de Otorrinolaringología con el objetivo de mejorar la detección precoz de enfermedades de la laringe y de la voz.
- Día Mundial del Emprendimiento.[9]
Para homenajear a aquellas personas con espíritu emprendedor y visionario que se inicia con el desarrollo y ejecución de una idea de negocios. Un emprendedor es toda persona que aplica y desarrolla una idea u oportunidad de negocio, con el apoyo de recursos, asumiendo ciertos riesgos económicos.
- Día Mundial del Ocio.
Se conmemora para promover el ocio como un derecho y su importancia en la vida cotidiana.
- Día Internacional del Síndrome de Wolf-Hirschhorn.
Una fecha que se conmemora desde 2014 por asociaciones de pacientes de todo el mundo con el objetivo de informar y concienciar a la población sobre esta enfermedad genética rara causada por la pérdida de un fragmento del brazo corto del cromosoma 4 (4p). Esta pérdida puede ocurrir de manera espontánea a ser heredada de uno de los padres que también puede ser portador del síndrome. Tiene una prevalencia de 1 por cada 50 mil nacimientos, el doble de mujeres que hombres.

 Por países
(Por orden alfabético)
- Argentina: 
  - Día del Endocrinólogo en Argentina.[10]
Se celebra el 16 de abril, en homenaje al nacimiento del Dr. Arturo Oñativia, un referente de la endocrinología argentina. Este día se dedica a reconocer la labor de los endocrinólogos y su importancia en el cuidado de la salud, especialmente en el tratamiento de enfermedades relacionadas con el sistema endocrino, como la diabetes, los problemas tiroideos y otras alteraciones hormonales. 
    -  Misiones: 
      - Día del Músico Misionero. En memoria del fallecimiento del músico y poeta Alcibíades Alarcón.[11]

    -  Salta: 
      - Día del Médico Salteño.[12]

### Santoral católico
- Santa Engracia de Zaragoza.[13]
- San Benito José Labre, peregrino.[14]

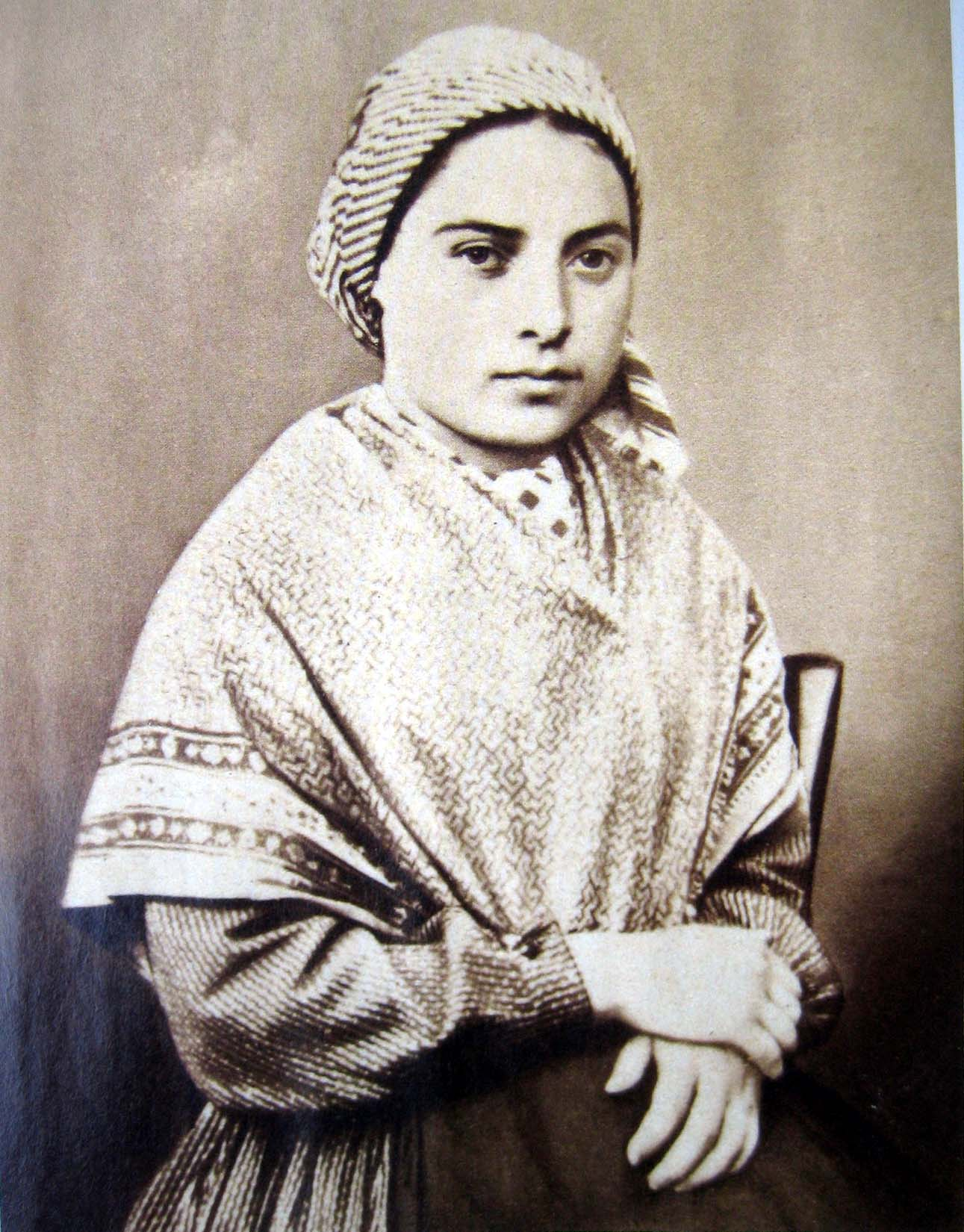
Santa Bernardita de Lourdes.

- San Magnus de las Orcadas, mártir.[15]
- Santo Toribio de Astorga, obispo.[16]
- Santa Bernadette Soubirous. También conocida como Santa Bernardita de Lourdes. (imagen ilustrativa). Una de las "niñas de Lourdes". Nacida el 7 de enero de 1844 en Lourdes, en el suroeste de Francia, a los pies de los Pirineos, vivió en completa pobreza, pero con el corazón profundamente dirigido a María. A ella se le apareció varias veces la Virgen en la Gruta de Massabielle, desde el 11 de febrero hasta el 16 de julio de 1858. Falleció a los 35 años el 16 de abril de 1879. Beatificada en 1925, el Papa Pío XI la proclamó santa el 8 de diciembre de 1933. Está considerada como la Santa protectora de los pastores.
- San Contardo de Brona.[13]
- San Drogón.[13]
- San Fructuoso de Braga.[13]
- San Leónidas y compañeras mártires.[13]
- San Optato y compañeros mártires.[13]
- Beato Joaquín de Siena.[13]